# 厄尔·伊斯特伍德
厄尔·伊斯特伍德（英語：Earl Eastwood，1905年11月2日—1968年7月4日），加拿大男子赛艇运动员。他曾代表加拿大参加1932年夏季奥林匹克运动会赛艇比赛，获得男子八人单桨有舵手铜牌。